# Григор Циклев
Григор Циклев е български революционер, деец на Вътрешната македоно-одринска революционна организация и Вътрешна македонска революционна организация.

## Биография
Роден е през 1882 година в пробищипското село Горни Стубол. Присъединява се към ВМОРО. През Първата световна война с четата си се отдава на грабежи на населението в Източна Македония. През 1922 година напуска ВМРО и през април-май влиза в Централния комитет на Македонската федеративна организация заедно с Крум Зографов, Александър Панов, Заре Секулички, Велко Мандарчев и Лазар Тодоров. На 17 ноември 1922 година Циклев убива дееца на ВМРО Велин Алайков, участник в преговорите между ВМРО и враждебното ѝ земеделско правителство на Александър Стамболийски. Заедно с Тодор Паница, Стоян Мишев, Кирил Попиванов, Стоян Чочков и още тридесетина дейци на МФО се изтеглят на територията на Гърция с разрешение на гръцките власти. След Деветоюнския преврат и последвалите събития през 1923 година емигрира в Югославия и заедно със Стоян Мишев оглавява чета на Сдружението против българските бандити. След анексията на Македония от България през 1941 година е арестуван и убит в Кюстендил.